# Mauro Pawlowski
Pour les articles homonymes, voir Pawlowski.

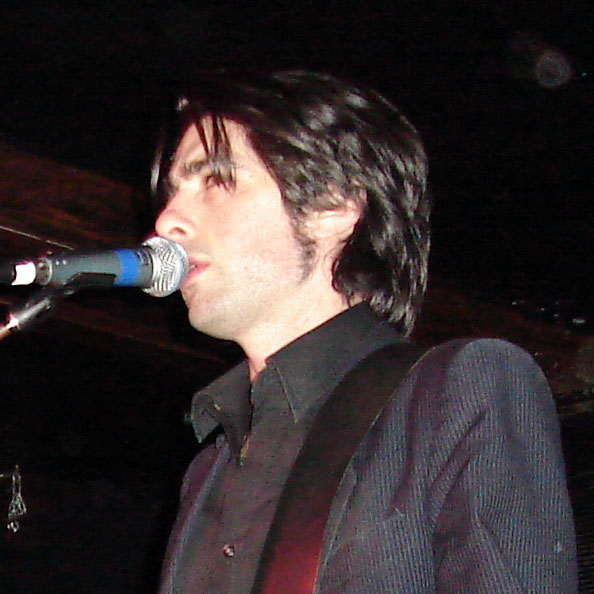
Mauro Pawlowski

Mauro Antonio Pawlowski, né le 24 avril 1971 à Coursel, est une figure de la scène rock belge.

## Biographie
Il commence sa carrière en 1992 en tant que chanteur du groupe Evil Superstars. Avec dEUS, ce groupe fait partie du premier essor de la scène musicale belge des années 1990. Il quitte les Evil Superstars en 1998 et joue depuis dans de nombreux groupes comme Mitsoobishy Jacson, Kiss My Jazz, Monguito et Shadowgraphic City. Il accompagne régulièrement les groupes dEUS, The Love Substitutes, Othin Spake, Club Moral, Archetypes of the Multisabanas et I Hate Camera.
Parallèlement, il travaille en solo sous différents pseudonymes comme Mauro A. Pawlowski ou Somnabula, et a formé un nouveau groupe appelé Mauro Pawlowski & the Grooms. Il a également rejoint Teun Verbruggen et Jean Delacoste dans la formation Noise rock Stahlmus Delegation, puis produit New Found Sacred Ground, l'album de Roland Van Campenhout sorti en 2013.
Le 7 octobre 2016, dEUS annonce son départ du groupe sur les réseaux sociaux. Il participe à son dernier concert avec eux le 10 février 2017 à Anvers.
Le 13 juin 2022, lors d'un concert à Athènes, le groupe annonce le retour de Mauro.

## Discographie
- Evil Superstars : Hairfacts, EP (1994)
- Evil Superstars : Love is Okay (1996)
- Kiss My Jazz : In Doc's Place, Friday Evening (1996)
- Evil Superstars : Remix Apocalyps, EP (1996)
- Mitsoobishy Jacson : Nougat in Koblenz (1996)
- Evil Superstars : Boogie-Children-R-US (1998)
- Kiss My Jazz : In the Lost Souls Convention (1998)
- Mitsoobishy Jacson : Boys Together Outrageously (1999)
- Kiss My Jazz : In a Service Station (1999)
- Mauro : Songs from a Bad Hat (2001)
- Monguito : Trompete in God (2001)
- Kris De Bruyne : Buiten De Wet (2001)
- Sue Daniels : Paris (2001)
- Monguito : Operacion Megamix (2002)
- Mauro Antonio Pawlowski : Secret Guitar (2003)
- Mauro Pawlowski & The Grooms : Ghost Rock, EP (2003)
- Shadowgraphic City : Shadowgraphic City (2004)
- Mauro Pawlowski & The Grooms : Black Europa (2004)
- Alex Chilton : Live in Anvers (2004)
- Somnabula : Swamps of Simulation (2004)
- The Parallels : The Parallels (2004)
- Mauro Pawlowski : Hallo, met Mauro (2004)
- Club Moral : Living (stone) (2004)
- Mauro Pawlowski & The Grooms : Tired of Being Young, EP (2004)
- The Love Substitutes : Meet The Love Substitutes While the House is on Fire (2004)
- dEUS : Pocket Revolution (2005)
- The Love Substitutes : More Songs about Hangovers & Sailors (2006)
- OTOT : Truth & Style (2006)
- Mauro Antonio Pawlowski : Possessed Factory, Vol.1 : Raised By Humans (2006)
- Othin Spake : The Ankh (2006)
- Bum Collar : Versatile Styles (2006)
- Club Moral : Lonely Weekends b/w Gun (2007)
- Bum Collar : Topless Movies (DVD) (2007)
- dEUS : Vantage Point (2008)
- Radical Slave: Damascus (2010)
- dEUS : Keep You Close (2011)
- dEus : Following Sea (2012)
- Hitsville Drunks : Sincerely Average (2014)
- Gruppo di Pawlowski : Neutral Village Massacre (2014)
- Mauro Pawlowski : Hamster Axis Of The One Click Panther: Insatiable (2015)
- Ik Bahn Aanan : Voor Francis Rossi (2016)
- Mauro Pawlowski : Bordewijk Live (2016)
- Maurits Pauwels : Afscheid in Kloten (2016)
- Gruppo di Pawlowski : In Inhuman Hands (2017)